# Farashgard
Farashgard (persisch فَرَشگَرد Faraschgard, DMG farašgard, von avestisch frascho.kereti), also „Wiederbelebung (Irans)“ (englisch Iran Revival) ist ein 2018 von Iranern im Exil gegründetes politisches Aktionsnetzwerk.

## Geschichte
Farashgard wurde im September 2018 von 40 iranischen Aktivisten aus den USA, Kanada, Europa und Iran gegründet, zehn Monate nach Beginn der iranischen Proteste im Dezember 2017.
Unterstützer von Farashgard wollen eine Kampagne des zivilen Ungehorsam in Iran starten, die über persischsprachige Fernseh- und Radiosendungen aus dem Ausland sowie über Social Media verbreitet wird. Mit Sprühfarben auf Gebäuden, Werbetafeln und Schaufenstern soll im ganzen Iran zu einem Millionenmarsch auf dem Shahyad-Platz (Azadi) in Teheran aufgefordert werden. Dabei wird die Farbe Türkis propagiert, traditionell die Farbe der iranischen Monarchie. Die Art der Verbindung zwischen Farashgard und Reza Pahlavi, dem ältesten Sohn des letzten persischen Schahs Mohammad Reza Pahlavi, ist nicht bekannt.

## Ziele
Farashgard plädiert für eine säkulare Demokratie in Iran, entweder durch eine Republik oder eine konstitutionelle Monarchie. Die genaue Form eines zukünftigen politischen Systems soll jedoch vom iranischen Volk nach dem Ende der jetzigen Staatsform der Islamischen Republik bestimmt werden.
Das Motto der Gruppe lautet: „Wir werden Iran zurückerobern und wiederaufbauen“. Ihr ursprünglicher Name Farashgard wurde metaphorisch nach dem mittelpersischen Konzept Fraschokereti benannt.
Die Erstunterzeichner erklärten im September 2018 in einem offenen Brief:
- Die Staatsform der Islamischen Republik ist eine existentielle Bedrohung für Iran und die Iraner und kann nicht reformiert werden. Sie muss gestürzt werden.
- Es soll eine säkulare, liberale Demokratie geschaffen werden, welche die Trennung zwischen Staat und religiösen Institutionen und die Gewissensfreiheit garantiert. Die genaue Staatsform soll durch das iranische Volk nach dem Sturz der Iranischen Republik festgelegt werden.
- Es muss gleiche Rechte für alle Iraner geben, unabhängig von Glauben, ethnischer Zugehörigkeit, Geschlecht oder sexueller Orientierung. Die zukünftigen Gesetze Irans müssen im Übereinklang mit der Allgemeinen Erklärung der Menschenrechte stehen.
- Islamistische und kommunistische Ideologien sind für einen Großteil der heutigen Zerstörungen im Iran verantwortlich und können in Zukunft Schaden anrichten. Farashgard wird zu beiden Ideologien Abstand halten und sich davon abgrenzen.
- Die derzeitige anti-westliche, anti-amerikanische und anti-israelische Außenpolitik des Regimes ist schädlich für die nationalen Interessen und das Wohlergehen der Iraner.
- Reza Pahlavi soll eine Schlüsselrolle bei der Vereinigung der säkularen demokratischen Opposition gegen die Islamische Republik spielen, und während der Übergangsphase zu einem demokratischen und säkulären Staat für Frieden, nationale Einheit und territoriale Integrität Irans sorgen.